# 1379

## Esdeveniments
- Joan I de Castella puja al tron
- Corts de Barcelona

## Naixements
- 25 de desembre: Enric III de Castella, a Burgos

## Necrològiques
- 16 de febrer: Guillem de Torrelles i Marquet, bisbe d'Osca, Barcelona i Tortosa, a Tortosa.
- 29 de maig: Enric II de Castella, a Santo Domingo de la Calzada (n. 1333).[1]